# The Alarm of Angelon
The Alarm of Angelon è un cortometraggio muto del 1915 diretto da Henry Otto. Prodotto dalla American Film Manufacturing Company su un soggetto di William Hamilton Osborne, il film aveva come interpreti Edward Coxen, Winifred Greenwood, George Field, Josephine Ditt, John Steppling, Edith Borella.

## Trama
Angelon, un povero emigrato italiano, dopo mesi di duro lavoro negli Stati Uniti, ha raccolto la cifra necessaria per pagare il viaggio della moglie e dei bambini da Napoli. Ma quando si reca per pagare il vaglia postale, deve pagare una multa o essere arrestato. Lui preferisce andare in carcere, ma mandare il denaro alla moglie. Quando la famiglia arriva a New York, Angelon non è lì ad accoglierla e gli italiani si trovano alla mercé del primo malintenzionato. Vengono salvati dall'intervento di Edna Lane, una giovane donna impegnata nel servizio sociale. Con l'aiuto di una interprete invalida, ritrova la moglie di Angelon e i bimbi cominciano a giocare e a cantare per le strade. Angelon, in cella, sente cantare i suoi bambini che corrono a casa ad annunciare la notizia di averlo ritrovato. Edna, con il suo fidanzato, un giovane avvocato, fa liberare Angelon che si riunisce finalmente ai suoi.

## Produzione
Il film fu prodotto dall'American Film Manufacturing Company.

## Distribuzione
Distribuito dalla Mutual, il film - un cortometraggio in una bobina - uscì nelle sale cinematografiche degli Stati Uniti il 6 gennaio 1915.